# Парилска овсига
Парилската овсига (Bromus parilicus Petrova, Kozuharov & Ehrend) е многогодишно тревисто растение от семейство Житни (Poaceae). То е български ендемит и е вписано в Червената книга на България и в Закона за биологичното разнообразие като застрашен вид.

## Описание
Парилската овсига е многогодишно коренищно гъстотуфесто тревисто растение. Стъблата му, с височина 40 – 70 cm, са прави или в основата си извити. Листните влагалища са голи, разпръснато ресничести, езичето е дълго 0,2 – 0,5 mm. Приосновните листа са с дължина 10 – 30 cm, заострени, прави или извити; стъбловите са дълги 3 – 5 cm. Съцветието  –  от 6 до 12 cm дълга метлица, разклоненията са с различна дължина; класчетата са 7 – 11, дълги около 2 – 2,5 cm, продълговати, с 5 до 9 цвята; плевите са почти еднакви, долната дълга е 9 – 10 mm, с 1 жилка, горната дълга е 10 – 11 mm, с 3 жилки, по ръба ципести. Външната плевица е с дължина 10 – 12 mm, ланцетна, по ръба ципеста, на върха плитко двуделна с 6 – 8 mm дълъг прав осил. Вътрешната плевица е дълга 6 – 8 mm, влакнеста, остра, по ръба влакнеста.
Парилската овсига е ветроопрашващо се растение, което се размножава със семена.

## Разпространение
Парилската овсига вирее само в България: в планината Славянка, в Южен Пирин и в средната част на Родопите. Среща се на надморска височина над 1000 m, по сухи тревисти и каменисти места, в отворени съобщества. Популациите ѝ са малочислени и с ограничена площ.

## Застрашеност
Парилската овсига е застрашена от промяната на част от хабитатите вследствие на променен начин на ползване – обрастване с дървесни и храстови видове, паша, утъпкване.

## Опазване
За да бъде опазена, парилската овсига е обявена за защитен вид съгласно Закона за биологичното разнообразие. Находищата ѝ попадат в защитени зони от Европейската екологична мрежа „НАТУРА 2000“ в България. Вписана е в Червената книга на България.
Необходим е мониторинг на състоянието на популацията, особено класическото находище, и на промените, които настъпват в нея, както и събиране на семенен материал за Националната семенна генна банка в град Садово.